# Georg Källkvist
Georg Andreas Källkvist, född 16 juli 1913 i Boston, Suffolk, USA, död 29 december 1994 i Torshälla, var en svensk målare och grafiker. 
Han var son till chauffören Anders Källkvist och Margareta (Greta) Gop och gift med Britta Gunlög Fleron. Han kom åter till Sverige 1917 och växte upp hos sin farfar och farmor i Djurås Gagnef. Källkvist studerade vid Edward Berggrens målarskola 1932-1933 och Académie Julian i Paris 1938-1939 samt under studieresor till Frankrike och Grekland. Sin första separatutställning höll på Modern konst i hemmiljö 1941 och den följdes av åtskilliga separatutställningar under åren. Tillsammans med Beth Zeeh ställde han ut på Gummesons konsthall 1949 och 1953 och tillsammans med Gunnar Persson ställde han ut på Lorensbergs konstsalong. Han medverkade i samlingsutställningar med Dalarnas konstförening, Sveriges allmänna konstförening och Bumerangen på Liljevalchs konsthall. Han bodde under långa perioder i Stockholm innan han och hustrun 1963 bosatte sig i Torshälla. Han har tilldelats flera kulturstipendier och tilldelades statens konstnärsbidrag vid flera tillfällen. 1987 blev han utsedd till årets Sörmlandskonstnär. Hans konst består av porträtt, figurkompositioner och blommor huvudsakligen utförda i olja med ett visst inslag från kubismen. Han var vid sidan av sitt eget skapande verksam som kursledare i måleri 1970-1990 och bland hans elever märks skulptören Gunnar Carl Nilsson. Källkvist år representerad vid Nationalmuseum, Norrköpings konstmuseum, Eskilstuna konstmuseum och Borås konstmuseum. En retrospektiv utställning med Källkvists konst visades på Ebelingmuseet 2003.